# Ceratina ericia
Ceratina ericia är en biart som beskrevs av Joseph Vachal 1903. Ceratina ericia ingår i släktet märgbin, och familjen långtungebin. Inga underarter finns listade i Catalogue of Life.